# Herzogtum Montpensier
Die französische Herrschaft Montpensier (benannt nach dem Ort Montpensier im Département Puy-de-Dôme) kam Ende des 12. Jahrhunderts durch Heirat aus dem Besitz der Herren von Thiern in den Besitz der Herren von Beaujeu, die sie wiederum durch Heirat an das Haus Frankreich-Dreux vererbten. Da die Nachkommen aus dieser Ehe 1346 ausstarben, traten die Vizegrafen von Ventadour aus dem Haus Comborn 1358 das Erbe an.
1384 verkauften Bernard und Robert de Ventadour Montpensier an Herzog Jean von Berry, dessen Söhne Charles und Jean die beiden ersten Grafen von Montpensier waren. Nach ihrem erbenlosen Tod brachte ihre Schwester Marie den Besitz mit in ihre Ehe mit Jean I., Herzog von Bourbon. Die Grafschaft war dann nacheinander im Besitz von Louis I. de Bourbon, dem jüngeren Sohn von Jean I. und Marie, und seinen Nachkommen bis auf Charles III. de Bourbon-Montpensier, den berühmten Connétable von Frankreich, der durch die Ehe mit seiner Cousine Suzanne de Bourbon 1505 auch Herzog von Bourbon wurde.
Nach der Beschlagnahmung durch König Franz I. wurde die Grafschaft 1538 an Louise de Bourbon-Montpensier zurückgegeben, der Schwester des Connétable und Witwe des Fürsten von La-Roche-sur-Yon, sowie an deren Sohn Louis III., darüber hinaus 1539 zum Herzogtum Montpensier und zur Pairie erhoben. Marie, Tochter und Erbin des Herzogs Henri, heiratete 1626 Jean-Baptiste Gaston de Bourbon, den Herzog von Orléans und Bruder des Königs Ludwig XIII. Ihre Tochter und Erbin war Anne Marie Louise, genannt La Grande Mademoiselle.
Der Titel blieb in der Folge im Haus Orléans und wurde getragen von Antoine Philippe, Sohn von Louis-Philippe II. Joseph de Bourbon, duc d’Orléans, genannt Philippe Egalité, und Antoine d’Orléans, dem Sohn des französischen Königs Louis-Philippe und Schwiegervater des spanischen Königs Alfons XII. Mademoiselle de Montpensier war ein innerhalb der königlichen Familie mehrfach vergebener Titel, insbesondere in den Jahren vor der Französischen Revolution.

## Herren von Montpensier
- Guy de Thiers, Herr von Montpensier, ein jüngerer Bruder des Grafen Wilhelm I. von Chalon
- Agnès de Thiers, Herrin von Montpensier, dessen Tochter; ⚭
- Humbert I. de Beaujeu, als Humbert IV. Herr von Beaujeu, † 1190/1202 (Haus Beaujeu)
- Guichard I. de Beaujeu, † 1216, als Guichard IV. Herr von Beaujeu, deren Sohn
- Guichard II. de Beaujeu, † vor 1256, dessen Sohn
- Humbert II. de Beaujeu, † vor 1285, Connétable von Frankreich, dessen Sohn
- Jeanne de Beaujeu, † 1308, Dame de Montpensier, dessen Tochter, ⚭ 1292
- Johann II. (Dreux), † 1309, 1282 Graf von Dreux, Braine, Montfort und Joigny, 1303 Herr von Montpensier
- Robert V. (Dreux), † 1329, 1309 Graf von Dreux etc., Herr von Montpensier, deren Sohn
- Johann III. (Dreux), † 1331, 1329 Graf von Dreux etc., Herr von Montpensier, dessen Bruder
- Peter I. (Dreux), † 1345, 1331 Graf von Dreux etc., Herr von Montpensier, dessen Bruder
- Johanna I. (Dreux), † 1346, 1345 Gräfin von Dreux etc., Herrin von Montpensier, dessen Tochter
- Johanna II. (Dreux), † um 1355, 1346 Gräfin von Dreux etc., Herrin von Montpensier, deren Tante

Die Herrschaft Montpensier wird am 2. April 1350 zur Grafschaft erhoben.
Johanna II. war eine Tochter von Johann II. aus dessen zweiter Ehe, also keine Nachfahrin von Johannas I., somit für Montpensier nicht erbberechtigt, wohl aber für Dreux etc. Die nächsten Blutsverwandten waren Nichten Humberts II., Blanche und Marguerite de Beaujeu. Blanche war mit Philippe I. de Chauvigny († 1310) verheiratet, Marguerite mit Ebles/Hélie VIII., Vizegraf von Ventadour aus dem Haus Comborn († vor 1321). Deren Sohn Bernard, Vizegraf von Ventadour kam 1358 in den Besitz von Montpensier.
→ zu Marguerite de Beaujeu: Stundenbuch von Saint-Omer
- Bernard, 1329 Vizegraf von Ventadour, † nach 1390, 1358 Herr von Montpensier, Sohn von Ebles VIII. de Ventadour und Marguerite de Beaujeu, Nichte von Humbert II. de Beaujeu
- Robert und Bernard de Ventadour, Söhne Bernards, verkaufen Montpensier 1381 an Jean de Valois, Herzog von Berry.

## Grafen von Montpensier
- Charles de Berry (1362–1382), Sohn von Jean, Herzog von Berry und Auvergne, dritter Sohn von König Johann II.
- Jean de Berry (1377–1416), dessen Bruder
- Maria (Auvergne) (Marie de Berry; 1367–1434), Gräfin von Montpensier, Herzogin von Auvergne, dessen Schwester
- Louis I. de Bourbon, comte de Montpensier (1406–1486), Dauphin von Auvergne, Sohn von Marie de Berry und Jean I., Herzog von Bourbon
- Gilbert (1443–1496), Dauphin von Auvergne, dessen Sohn
- Louis II. de Bourbon, comte de Montpensier (1483–1501), Dauphin von Auvergne, dessen Sohn
- Charles III. de Bourbon-Montpensier (1490–1527), dessen Bruder, Graf von Montpensier, Dauphin von Auvergne sowie durch Heirat Herzog von Bourbon.

## Herzöge von Montpensier
- Louise de Bourbon-Montpensier (1482–1561), Tochter Gilberts, Witwe von Louis de Bourbon (1473–1520), Fürst von La-Roche-sur-Yon
- Louis III. de Bourbon, duc de Montpensier (1513–1582), deren Sohn
- François de Bourbon, duc de Montpensier (1542–1592), Herzog von Montpensier, dessen Sohn
- Henri de Bourbon, duc de Montpensier, Herzog von Montpensier (1573–1608), dessen Sohn
- Marie de Bourbon, duchesse de Montpensier (1605–1627), dessen Tochter, Herzogin von Montpensier (Mademoiselle de Montpensier)
- Anne Marie Louise d’Orléans, duchesse de Montpensier (La Grande Mademoiselle) (1627–1693)
- Philippe II. de Bourbon, duc d’Orléans (1674–1723)

## Weitere Familienmitglieder
- Charlotte de Bourbon-Montpensier  (* 1546/1547; † 1582), durch Heirat Gräfin von Nassau und Fürstin von Oranien